# شش ماروند
شش ماروند، روستایی از توابع بخش مرکزی شهرستان لالی در استان خوزستان ایران است.

## جمعیت
این روستا در دهستان دشت لالی قرار دارد و براساس سرشماری مرکز آمار ایران در سال ۱۳۸۵، جمعیت آن زیر سه خانوار بوده‌است.